# هيو غيلبرت
هيو غيلبرت (بالإنجليزية: Hugh Gilbert)‏ هو كاهن كاثوليكي بريطاني، ولد في 15 مارس 1952 في Emsworth ‏ في المملكة المتحدة.